# 反軍演説

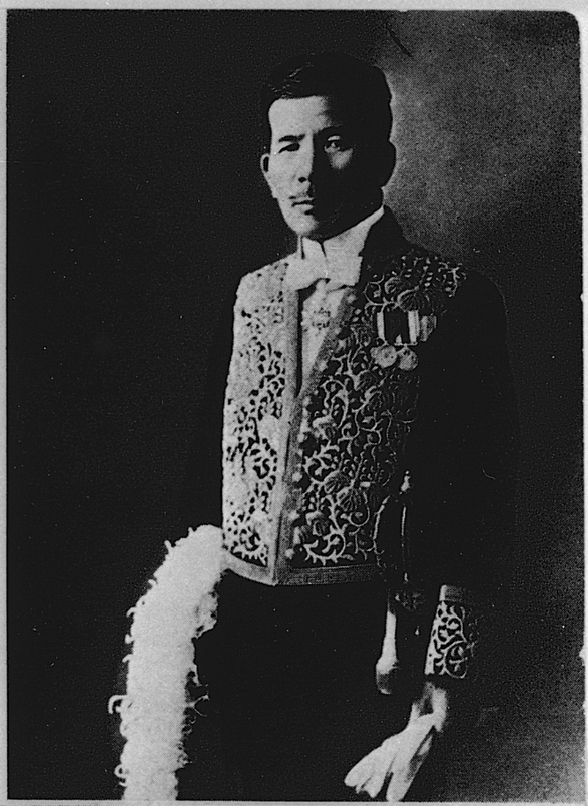
斎藤隆夫

反軍演説（はんぐんえんぜつ）は、1940年（昭和15年）2月2日に帝国議会衆議院本会議において立憲民政党の斎藤隆夫が行った演説。日中戦争（支那事変）に対する根本的な疑問と批判を提起して、演説した。この演説により、3月7日、斎藤は衆議院議員を除名された。この経緯は言論弾圧としても扱われる。なお、「支那事変処理を中心とした質問演説」や「支那事変処理に関する質問演説」を、一般的に「反軍演説」と称している。

## 経緯

### 演説まで
斎藤は1936年の「粛軍演説」で軍部の政治関与を批判するなど国民からの注目を浴びるも、その後警察や軍部からの監視や、さらに脅迫状などの攻撃も受けた。また「国家総動員法案に関する質問演説」において、国家総動員法の危険性を指摘するも、立憲政友会と立憲民政党の二大政党は斎藤の主張を無視し全会一致で成立。
その後過労から転倒して打撲し、脳梗塞の疑いで病床に着く。1937年に起きた日中戦争の長期化につれ、病床の斎藤の元へ日増しに「なぜ、斎藤は沈黙するのか」という類の問い合わせの手紙が増加し、国民の声を議会に届けるべく、「国家総動員法反対演説」から2年ぶりの登壇を決意。1939年11月18日原稿の起草に着手、演説の練習を繰り返す（#逸話参照）。
1940年1月14日、阿部信行内閣が総辞職し、16日、ドイツに接近する軍部と異なり、親イギリス・アメリカ派である米内光政内閣が成立した。その後召集された第75議会の衆議院本会議での、2月2日の議題「国務大臣の演説に対する質疑」における、立憲民政党所属の当時71歳、斎藤隆夫による1時間半に及ぶ午後3時からの「支那事変処理を中心とした質問演説」である。久しぶりの斎藤の演説ということで、傍聴席は満員であった。
議会召集後、民政党院内主任総務俵孫一に質問の旨を通告、町田忠治民政党総裁はもとから斎藤の登壇に反対しており、事前に斎藤を抑えようとしていたが、斎藤はこれを無視。
米内総理大臣、各閣僚の演説の後、民政党小川郷太郎の原稿朗読演説、立憲政友会中島派東郷実の演説の後に斎藤が演壇に立った。

### 演説
斎藤によれば、演説の要点は以下の通りである。
- 第一は、近衛声明なるものは事変処理の最善を尽したるものであるかどうか
- 第二は、いわゆる東亜新秩序建設の内容は如何なるものであるか
- 第三は、世界における戦争の歴史に徴し、東洋の平和より延（ひ）いて世界の平和が得らるべきものであるか
- 第四は、近く現われんとする支那新政権に対する数種の疑問
- 第五は、事変以来政府の責任を論じて現内閣に対する警告等

「演説中小会派より二、三の野次が現われたれども、その他は静粛にして時々拍手が起こった」と、演説中の議場は静かであったことを記している。そして、「しかし、議場には何となく不安の空気が漂うているように感ぜられた」と付け加えている。演説当日の具体的様子として斎藤は、「時局同志会や社民党から私の演説は聖戦の目的を冒涜するものであるという意味の声明を発するようである」と記している。
このあと米内総理大臣、櫻内幸雄大蔵大臣、柳川平助興亜院総務長官が答弁に立ったが、斎藤には不満が残るものだった。また、畑俊六陸軍大臣は答弁に立たなかった。
反軍演説直後から陸軍は斎藤の攻撃に走るのだが、畑俊六陸軍大臣や武藤章軍務局長の態度は資料によって大きく異なっている。
粟屋憲太郎『日本の政党』369、370頁では、武藤章は演説中から既に憤激の素振りを見せており、演説の直後からその内容に強い不満を表明し、政府に対して厳しい処置をとるよう迫った、と書かれている。一方、勝田龍夫『重臣たちの昭和史』では、演説直後、陸軍大臣の畑俊六は「なかなかうまいことを言うもんだな」と感心していたという。また政府委員として聞いていた武藤や鈴木貞一（興亜院政務部長）も「斎藤ならあれぐらいのことは言うだろう」と顔を見合わせて苦笑していた、と書かれている。
また、衆議院議長で、身内の民政党の小山松寿は斎藤の演説中に「聖戦ノ美名云々」「精神運動ニ於テ戦争ノ目的ヲ一人モ知ルモノナシ云々」のメモを2枚記し、衆議院書記官長大木操に渡し、職権により、演説全体の3分の2程度、約1万字にも及ぶ、軍部批判にあたる箇所を削除させた。大木は抵抗したものの結局は小山に屈し、大量削除を「盲断」「私はこの時職を賭して戦うべきであった」とのち、日記で悔いている。
民政党幹部は、斎藤への攻撃が始まると慌て出し、陸軍へ工作する一方、斎藤の演説内容の速記録からの削除で事態を収拾しようとした。斎藤は民政党の幹部と共に小山議長のもとを訪れ、「陸軍が演説内容に不満であるならなぜ畑俊六陸軍大臣は答弁に立って反論しなかったのか、発言を速記録から削除するというのなら小山衆議院議長はなぜ演説中に注意をしなかったのか」との正論を唱えて不満を述べたが、民政党に迷惑をかけたくないとの理由から不承不承速記録からの発言の一部削除に同意した。しかし、小山のとった策は演説内容の大量削除だった。
ただ、削除の手続きが遅れたため翌日の地方紙では一部で、斎藤の反軍演説の内容全てを掲載したところがあり、反軍演説が各地に報道されることになった。更に外電で配信され、交戦国の中華民国で大きく報道され、アメリカでも報道された。ちなみにヨーロッパ各国でも反軍演説は報道されたが、第二次世界大戦が始まったばかりのため、大きく報じられなかったという。
実際のところ、斎藤の政府批判の内容自体は過激なものではなく、当時の一般国民が日常的に思っていた不満程度の内容でしかなかったのだが、公式の場で発言されることを政府や陸軍は嫌った。特に海外に内容が広まることで支那事変の解決に悪影響が出ることを警戒した。2月2日の反軍演説の直後から陸軍や時局同志会、社会大衆党が、斎藤の演説は「聖戦の目的を冒涜するもの」であると攻撃を始め、後には海軍もこれに加わった。
反軍演説に対し、一部議員からの批判はあったが、国民からの批判はなく、逆に斎藤への感謝や激励の電報や手紙が多数送られた。

### 除名
民政党幹部は、軍部その他による斎藤への攻撃の手が緩まないのを見て、今度は斎藤を「自発的に辞任」させようとした。
民政党は、翌日の2月3日早朝、小泉又次郎（党常任顧問）や俵孫一（党主任総務）が斎藤に離党勧告を出すことで事態収拾を図り、斎藤は党に影響を及ぼすのであれば、やむをえないとして、受諾。また、総裁町田忠治の意向を受けていたとされる同僚議員から、自発的に議員辞職をするよう促されたが、斎藤は断固拒否した。2月3日の衆議院本会議は夜の9時になってようやく開かれたが、同日の本会議冒頭、小山松寿衆議院議長の権限で斎藤を懲罰委員会にかけることが決定された。
反軍演説の翌日の院内の様子を、斎藤はこのように描写する。
懲罰委員会は2月5日より始まった。斎藤はその委員会について、
その結果、
とその有様を紹介している。
3月6日、懲罰委員会は全会一致で斎藤の除名処分を決定、翌7日に衆議院本会議 (秘密会) で、斎藤の除名の可否が記名投票にかけられた。
本会議は午後5時30分頃から始まり、採決は約40分で決まった。議場には167名と3分の1弱の空席を出した。民政党は除名賛成に党議拘束をかけたが、斎藤と親しかった岡崎久次郎が除名に反対し、脱党。民政党で唯一の反対票を投じた。残り170名のうち4割強の69名が欠席または棄権をした。政友会は、久原派が71名中27名が棄権・欠席、全会派中最多の5名が反対。軍部寄りの中島派も97名中16名、金光派は10名中4名が棄権・欠席した。軍部寄りの社会大衆党は34名中、賛成であった病欠の麻生を除き10名が棄権・欠席し、時局同志会は30名中5名が棄権。第一議員倶楽部は25名中1名が反対、5名が棄権。無所属議員は10名中、採決に加わらない当事者の斎藤と議長の小山松寿を除く8名のうち、賛成2名、反対1名、棄権・欠席が5名であった。
投票結果は総投票数303票、白票296票、青票7票により除名が確定した。
投票結果の詳細は以下の通り。
- 賛成 296名[注 14]: 浅沼稲次郎・河上丈太郎・河野密・三輪寿壮・三宅正一・亀井貫一郎・杉山元治郎・野溝勝・佐竹晴記・永江一夫・中村高一・川俣清音・田原春次・塚本重蔵・井上良次・菊地養之輔・前川正一（以上社会大衆党）・星島二郎・松野鶴平・中井一夫・西岡竹次郎・綾部健太郎・松木弘・大口喜六・津雲国利・本田英作・肥田琢司・岡田忠彦・板野友造・伊東岩男・庄司一郎（以上政友会久原派）・望月圭介・前田米蔵・島田俊雄・山崎達之輔・中島知久平・船田中・星一・川島正次郎・羽田武嗣郎・岸田正記・宮沢裕・木暮武太夫・浜地文平・加藤鐐五郎・小笠原三九郎・堀切善兵衛・助川啓四郎・小笠原八十美・高橋円三郎・井上知治・東郷実・土倉宗明・青山憲三・原惣兵衛・横川重次・河上哲太（以上政友会中島派）・金光庸夫・松村光三・武田徳三郎（以上政友会金光派）・木村武雄・清瀬一郎・赤松克麿・三木武夫・三田村武夫・石坂繁・伊豆富人・松方幸次郎・池崎忠孝・吉田賢一・江藤源九郎・大石大・伊禮肇[注 15] （以上時局同志会）・内田信也・秋田清・安倍寛・永山忠則・北勝太郎・笠井重治・平野力三・小田栄・安藤孝三[注 16]（以上第一議員倶楽部）・田子一民[注 17]・渡辺泰邦（以上無所属）など
- 空票 144名
  - 棄権[注 18] 121名 : 鳩山一郎・若宮貞夫[注 19]・大野伴睦・河野一郎・安藤正純・植原悦二郎・林譲治・世耕弘一・三土忠造・森幸太郎・大石倫治・猪野毛利栄・石坂豊一・板谷順助・原口初太郎・服部岩吉・坂田道男[注 20]・砂田重政[注 20]・三善信房[注 20]・田中亮一[注 20]・森田福市・田中好[注 15]（以上政友会久原派）・犬養健[注 20]・南鼎三・行吉角治（以上政友会金光派）・田辺七六・牧野賤男・山口忠五郎・工藤十三雄[注 20]・寺田市正[注 20]・池田七郎兵衛[注 20]・岩元栄次郎（以上政友会中島派）・松永東・松田竹千代・中山福蔵・木檜三四郎・川崎克・矢野庄太郎・小柳牧衛・最上政三・堀内良平・紫安新九郎・勝田永吉・古屋慶隆・百瀬渡・菊池良一・高橋寿太郎・小山谷蔵・真鍋勝・一宮房治郎・池田秀雄・坂東幸太郎・手代木隆吉・古島義英・北昤吉[注 20]・八木逸郎[注 20]・平川松太郎・野田文一郎・小畑虎之助・小林房之助・小山倉之助（以上民政党）・水谷長三郎・鈴木文治・松本治一郎・米窪満亮・富吉栄二（以上社会大衆党）・尾崎行雄[注 21]・馬場元治・田川大吉郎・朴春琴（以上第一議員倶楽部）・安達謙蔵・鈴木正吾・蔵原敏捷（以上時局同志会）・風見章[注 22][注 23]・加藤勘十[注 24]・黒田寿男（以上無所属）など
  - 欠席[注 25] 23名[注 26]: 安部磯雄・片山哲・西尾末広[注 27]（以上社会大衆党）・工藤鉄男[注 27]・小山邦太郎・田中万逸・津原武・内藤守正・則元卯太郎・林平馬・牧山耕蔵・比佐昌平・八並武治（以上民政党）・高橋熊次郎・豊田収・福井甚三（以上政友会中島派）・箸本太吉[注 27]（政友会久原派）・太田正孝[注 28]（政友会金光派）・杉浦武雄（時局同志会）・田尻生五（無所属）など
- 反対 7名[注 29] : 牧野良三・名川侃市・芦田均・宮脇長吉・丸山弁三郎（以上政友会久原派）・岡崎久次郎（民政党[注 30]）・北浦圭太郎（第一議員倶楽部）

反対者はわずか7名と、圧倒的多数の賛成票によって斎藤は衆議院議員を除名された。この投票結果や経緯は、ただ単に軍部の政治介入による結果だけではなく、政党自体が議会制民主主義を破壊したとする「自壊」の面があることも斎藤自身や様々な歴史家らも厳しく指摘している。なお、議長の小山は在職中「スターリンのごとく」発言の西尾末広についで 、2人の除名決議の議事に携わったことになる。
除名当日、斎藤は日記にこう書いた。（『斎藤隆夫日記（下巻）』358頁より、一部省略）
その後、民政党は斎藤を見捨てたとして、内外の信用を失い、町田の求心力は落ち、後の解党への流れとなる。政友会久原派も反対した5名に離党勧告、総裁の久原房之助は党の分裂を避けるため除名を強行しなかったものの、事実上、党内は分裂状態に陥っており、
この数か月後に生じた「近衛新党」の動きの中で、積極的な解党へと向かう。社会大衆党は、書記長麻生久により、党首の安部磯雄・片山哲・鈴木文治・西尾末広ら除名に賛成しなかった8名に離党勧告を出した。安部ら8人は離党を拒否したため、党中央は3月10日に除名処分を強行、社会大衆党も分裂状態になった。党の主導権を握った麻生久ら日労系の勢力は、反対派を追放することにより、軍部に従順な態度をより鮮明にした。除名から2日後の3月9日には、衆議院は本会議で「聖戦貫徹ニ関スル決議案」が超党派の議員から提出され、全会一致で可決された。同月25日には聖戦貫徹議員連盟が結成された。親軍部の政友会中島派、時局同志会、社大党の主張通り、革新運動が加速し、戦争遂行のための協力体制と称し、大政翼賛会への流れへと直結した。
斎藤は除名された後、次の漢詩を詠んでいる。
なお、反軍演説がなぜ衆議院議員を除名されるという結果まで引きおこしたかについて、斎藤は以下を挙げて説明をしている。
- 第一は、政府の無能
- 第二は、議長が速記録を削除したこと
- 第三は、政党の意気地なきこと

政府や軍部は斎藤除名後も反軍演説が国民の間に及ぼす影響を大いに恐れ、政府（内務省）は各報道機関に次の通達を出した。
- 一、斎藤の演説は国民の問はんと欲する所を問ふためであると云ふが如き記事を禁ず。
- 二、斎藤の演説を賞揚するが如き記事を禁ず。
- 三、除名処分を批判するが如き記事を禁ず。
- 四、斎藤を賞揚し、同情を寄するが如き記事を禁ず。

### 除名後の翼賛選挙
衆議院議員除名後には総選挙の延期などがなされた。そして、1942年（昭和17年）の総選挙では、当然、大政翼賛会からの推薦はなく、非推薦で選挙区の兵庫県5区（但馬選挙区）から立候補した。期間中軍部や翼壮を始めとする選挙妨害や内務省の選挙文書の差押を受けつつも有権者の多大な支持を得て、その結果最高点で、2位と7000票以上の大差で再当選を果たし、衆議院議員に返り咲く。
斎藤は再選に関して、次のように総括している。
なお、投票結果は
| 当落 | 得票数 | 候補者     | 翼賛政治体制協議会の推薦 |
| ---- | ------ | ---------- | ------------------------ |
| 当選 | 19,753 | 斎藤隆夫   | 非推薦                   |
| 〃   | 12,268 | 佐々井一晁 | 非推薦                   |
| 〃   | 12,066 | 木崎為之   | 推薦                     |
| 次点 | 11,290 | 若宮貞夫   | 非推薦                   |

（他に推薦候補2名）で、但馬の選挙民は、斎藤をトップに押し上げただけでなく、多数が非推薦候補に投票し、全国で非推薦候補の当選は85人にもかかわらず、2人選出、もう少しで当選者が定数3人全て非推薦候補となるところだった。

## 逸話
斎藤は反軍演説の練習を鎌倉の海岸で何度も行い、そのためによく声を枯らしていた。これを心配した斎藤の妻乙女は、海岸へ練習をしに行く斎藤に手製のキャラメルを持たせた。この甲斐あって斎藤は以後、声を枯らすことなく練習に没頭でき、最終的には演説全文を暗記するまでになった。もちろん当日も原稿を見ることなく演説を果たした。
NHK『その時歴史が動いた』の「我が言は、万人の声〜太平洋戦争前夜、日本を揺るがした国会演説〜」（2003年5月21日放送）で斎藤の反軍演説が取り上げられた。

### 注
1. 1 2  政友会は、久原房之助を総裁とする久原派（正統派）と中島知久平を総裁とする親軍議員が多い中島派（革新派）、少数のどちらにも属さない金光派（中立派）に分裂していた。
2. ↑  小田栄の「要点を言え、要点を」などを指していると考えられる。
3. ↑  しかし、音声では、「唯徒に聖戦の美名に隠れて、国民的犠牲を閑却し、曰く国際正義、曰く道義外交、曰く共存共栄、曰く世界の平和、斯くの如き雲を掴むような文字を列べ立てて、そうして千載一遇の機会を逸し、国家百年の大計を誤るようなことかありましたならば」の直後の罵声・怒号で、斎藤の演説がかき消された様子が分かる。
4. 1 2  社会大衆党の略称「社大党」の誤り、前身政党は社会民衆党。
5. ↑  『斎藤隆夫日記』下巻、352頁には「興亜院総裁」と記載。
6. ↑  国立国会図書館憲政資料室所蔵[7]（以下、「大木文書」）
7. ↑  現在の衆議院事務総長
8. ↑  大木は秘密会の議事録を、陸軍の焼却要求から守り抜き、日記で斎藤除名の様子を詳細に記述するなど、当問題についての貴重な史料となっている。
9. ↑  赤松克麿と小山亮が「何故に斎藤隆夫君は懲罰に附せられたる乎―国民は正しく認識せよ！」と題する冊子が出版されたが、表紙の著者名が異なるだけで文章は全く同じ内容。（大木文書収録）
10. ↑  除名後に斎藤のもとに短刀が送り付けられる事件があった。（『斎藤隆夫日記（下巻）』3月9日、359頁。）
11. ↑  2月29日になって斎藤はやむなく、条件付き (議会で釈明させることと、選挙民が同意すること) で辞任を考慮すると幹部の俵孫一に伝えたが、
民政党は先に斎藤の辞任を要求し、辞任すれば議会での釈明を許可すると言い出した[17]。また、議会での釈明についても、斎藤を攻撃した議員グループがその内容に干渉し、「陳謝的内容」以外は認めないと強硬な態度を取り続けた[18]。3月4日、斎藤は親しかった議員たちと会合を持ち、十分な釈明ができないなら辞職を拒否することを決め、帰宅後、熱海の富士屋旅館に引きこもり、以後しばらくの間登院を拒絶した[18]。
12. ↑  大木操『激動の衆議院秘話』252頁には無所属議員の氏名の記載は無し。
13. ↑  斎藤隆夫自身もこの時点で無所属だが、当事者のためか各資料に氏名は記載されていない。なお、木舎幾三郎『戦前戦後』285頁には斎藤は議会に出席し、賛成者に氏名があるが、実際には議会には出席していない。（懲罰にかけられた議員はその採決に加わることはできない）
14. ↑   町田忠治、小泉又次郎など民政党の賛成者は省略。
15. 1 2  木舎幾三郎『戦前戦後』には氏名の記載なし。
16. ↑  『主なる反対棄権者調べ』には「欠席」と記載。『3⽉7⽇本会議における賛否投票表』と木舎幾三郎『戦前戦後』286頁では「賛成」。
17. ↑   衆議院副議長。
18. ↑  本記事では、登院したものの、本会議に欠席した者を「棄権」として扱う。
19. ↑  選挙区が斎藤と同じである政友会の若宮は、除名時に「私も君と行を同じくする」とし、自らも議員辞職を示唆し、斎藤を激励、斎藤は感激した。支持者から、同一選挙区で2人も議員を辞められたら困るとの声が上がり（補欠選挙が行われる）、結局辞職はしなかったが、翼賛選挙で斎藤と同じく非推薦で立候補するも、僅差で落選（投票結果は後述）。
20. 1 2 3 4 5 6 7 8 9 10  木舎幾三郎『戦前戦後』では「欠席」。
21. ↑  西尾の除名のときも、反対を表明していた。
22. ↑   木舎幾三郎著『戦前戦後』286頁では茨城県選出で無所属で「氏名不詳」と書かれた。
23. ↑  風見の死後公開された『風見章日記』では斎藤が除名された3月から2か月半空白となっているため、斎藤除名は書かれていない。
24. ↑   木舎幾三郎著『戦前戦後』285頁では東京府選出で無所属で「加藤」と苗字のみの「氏名不詳」と書かれた。
25. ↑  不登院（例えば、麻生久のように、病欠で、必ずしも斎藤除名に消極的でない議員も含まれる。）
26. ↑   木舎幾三郎著『戦前戦後』284頁では欠席者は32名となっている。
27. 1 2 3  木舎幾三郎『戦前戦後』では「棄権」。
28. ↑  木舎幾三郎『戦前戦後』375頁では「賛成」。
29. ↑  反対票 (青票) を投じた7人の氏名については、粟屋憲太郎『日本の政党』岩波書店〈岩波現代文庫〉375頁でも確認できる。
30. ↑  正確には、無所属。
31. ↑  国家総動員法案審議中に発生した西尾除名事件のこと。
32. ↑  反対者は7名だが、『日記』には6名分書かれ、牧野良三は書かれていない。